# 毛劳奇科·蒂博尔
毛劳奇科·蒂博尔（匈牙利語：Maracskó Tibor，1948年9月8日—），匈牙利男子现代五项运动员。他曾代表匈牙利参加1976年和1980年夏季奥林匹克运动会现代五项比赛，共获得一枚银牌和一枚铜牌。